# Claudio Ricardo
Claudio Ricardo Cumbane (Maputo, 14 de Agosto de 2000) simplesmente conhecido como Claudio Ricardo é um rapper e Produtor Musical nascido na capital de Moçambique.
Claudio Ricardo recebeu bastante reconhecimento após o lançamento do single “Dreams” e posteriormente a sua EP intitulada “Astronauta vol.1”.

## Biografia

### Primeiros anos de vida e início da carreira
Claudio nasceu no Hospital Central de Maputo e viveu seus primeiros anos na cidade de Maputo mas ainda cedo tiveram de se mudar para os lados da Matola. Iniciou seu ensino primário na Escola Eduardo Mondlane , que na altura ainda lecionava esse tipo de ensino , mas terminou na Escola Primária 3 de Fevereiro. O Ensino Secundário foi inteiramente feito na Escola Secundária Josina Machel onde foi moldada boa parte da sua veia artística.
Apesar de não ter o hábito de mostrar às pessoas próximas Claudio Já escrevia letras desde que tinha por volta de 13 anos, mas só gravou a sua primeira música nos finais do ano 2019 , quando tinha já 19 anos. 
Lançou a sua música de estreia , intitulada “Dreams” no dia 24 de dezembro de 2019  e teve uma recepção bastante forte tendo lhe válido a sua primeira nomeação e vitoria na Djooky Music Award onde foi considerado a este single “Melhor Música de Moçambique “ e constou entre as 20 melhores músicas de África.

### Projectos Músicais

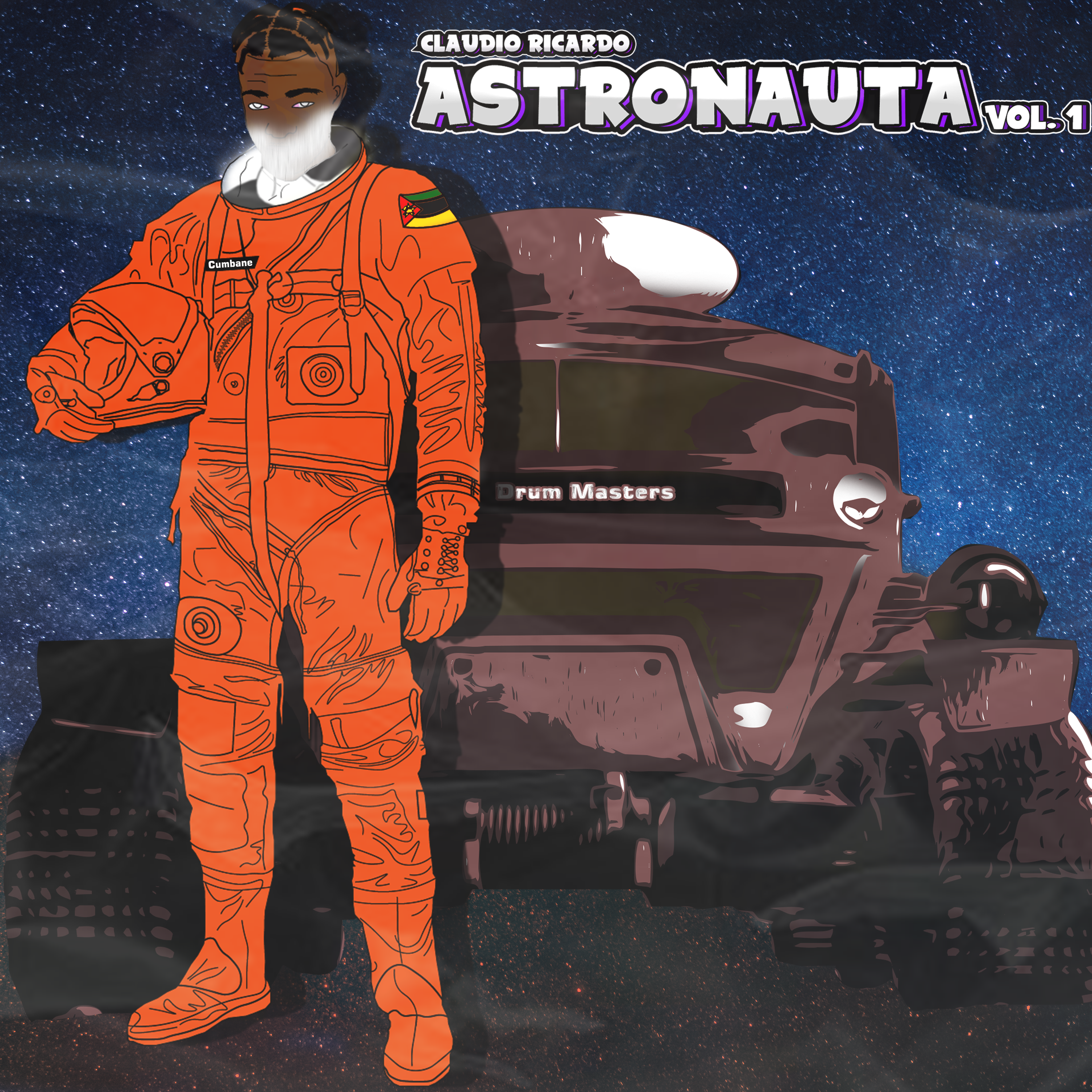
Capa da EP Astronauta, criada pelo próprio Claudio Ricardo

Astronauta Vol. 1 é uma EP constituída por 5 faixas que foi lançada em conjunto no dia 27 de Setembro de 2021, data de aniversário do pai do rapper. 
A EP foi lançada sobre o nome da gravadora Drum Masters MZ e teve apoio do single Pretty Good que foi lançado no dia 7 do mesmo mês. Posteriormente houve o lançamento do vídeo para a música promocional Pretty Good

Nos finais do Ano 2022 o Rapper começou a trabalhar com a equipe da TNR, trabalhando com artistas como Franklin De Gusmão e Elton Penicela. O primeiro fruto dessa nova parceria é o single intitulado Ninho, lançado no dia 24 de Março de 2023.
| Título                            | Formato | Ano  |
| --------------------------------- | ------- | ---- |
| Dreams                            | Single  | 2019 |
| Pretty Good                       | Single  | 2021 |
| Astronauta Vol. 1￼                | EP      | 2021 |
| Ninho (Feat. Franklin de Gusmão)￼ | Single  | 2023 |

### Vida Pessoal
Claudio é segundo e último filho, tendo uma irmã mais velha. Passou boa parte da sua infância no bairro da machava , arredores da matola vivendo com os seus pais e irmã. Para além da música Claudio frequenta faculdade fazendo o curso de Contabilidade e Auditoria na Universidade Pedagógica, na cidade de Maputo.